# Rędziny
Rędziny je vesnice ležící na jihu Polska asi 6 km vzdušnou čarou na severozápad od města Kamienna Góra. Zastavěná oblast má protáhlý charakter a je orientována severojižním směrem. Vesnicí prochází silnice a protéká Rędziński Potok. Nachází se zde kostel Narození Panny Marie se hřbitovem.

## Galerie

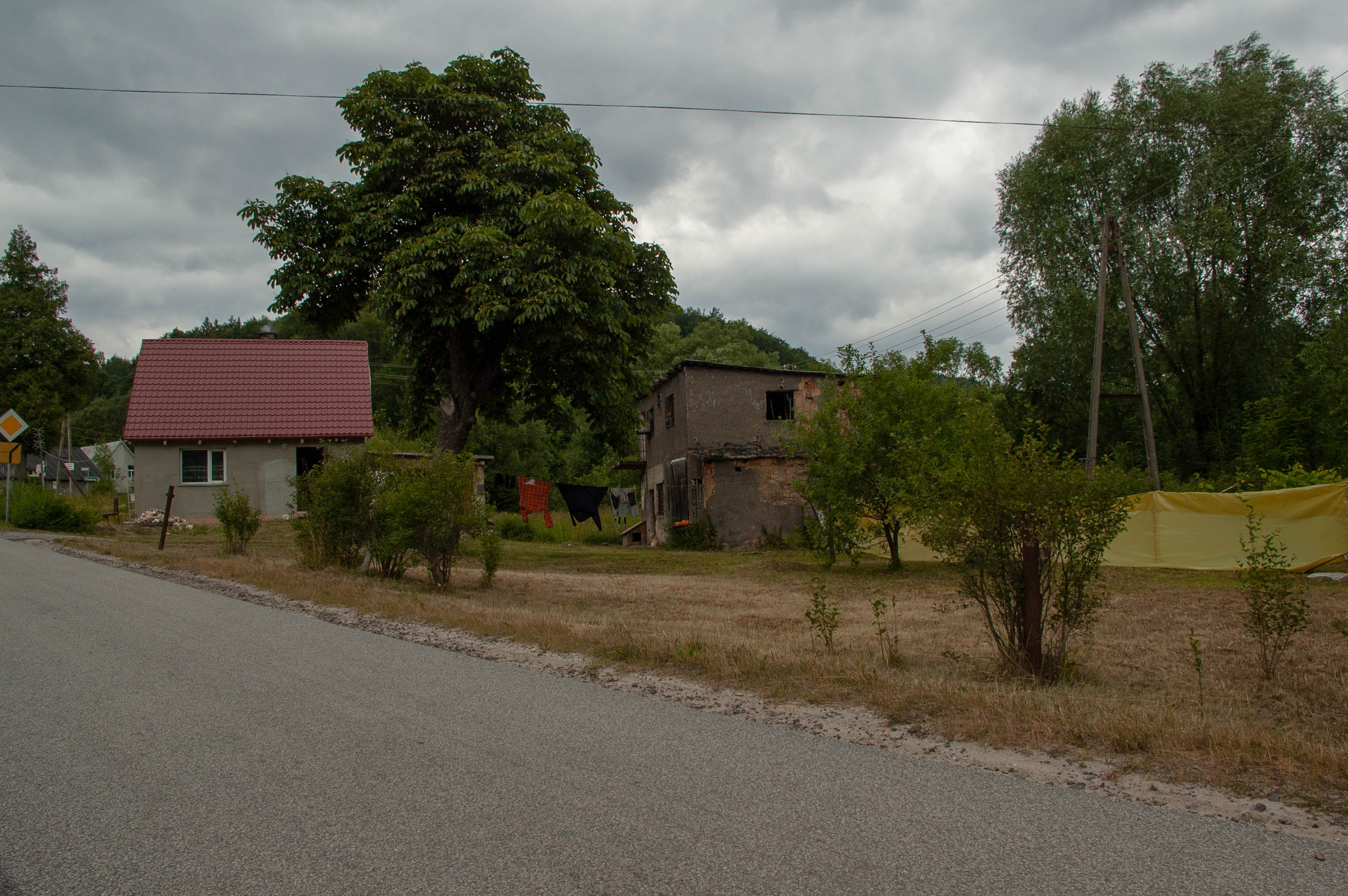
Domy
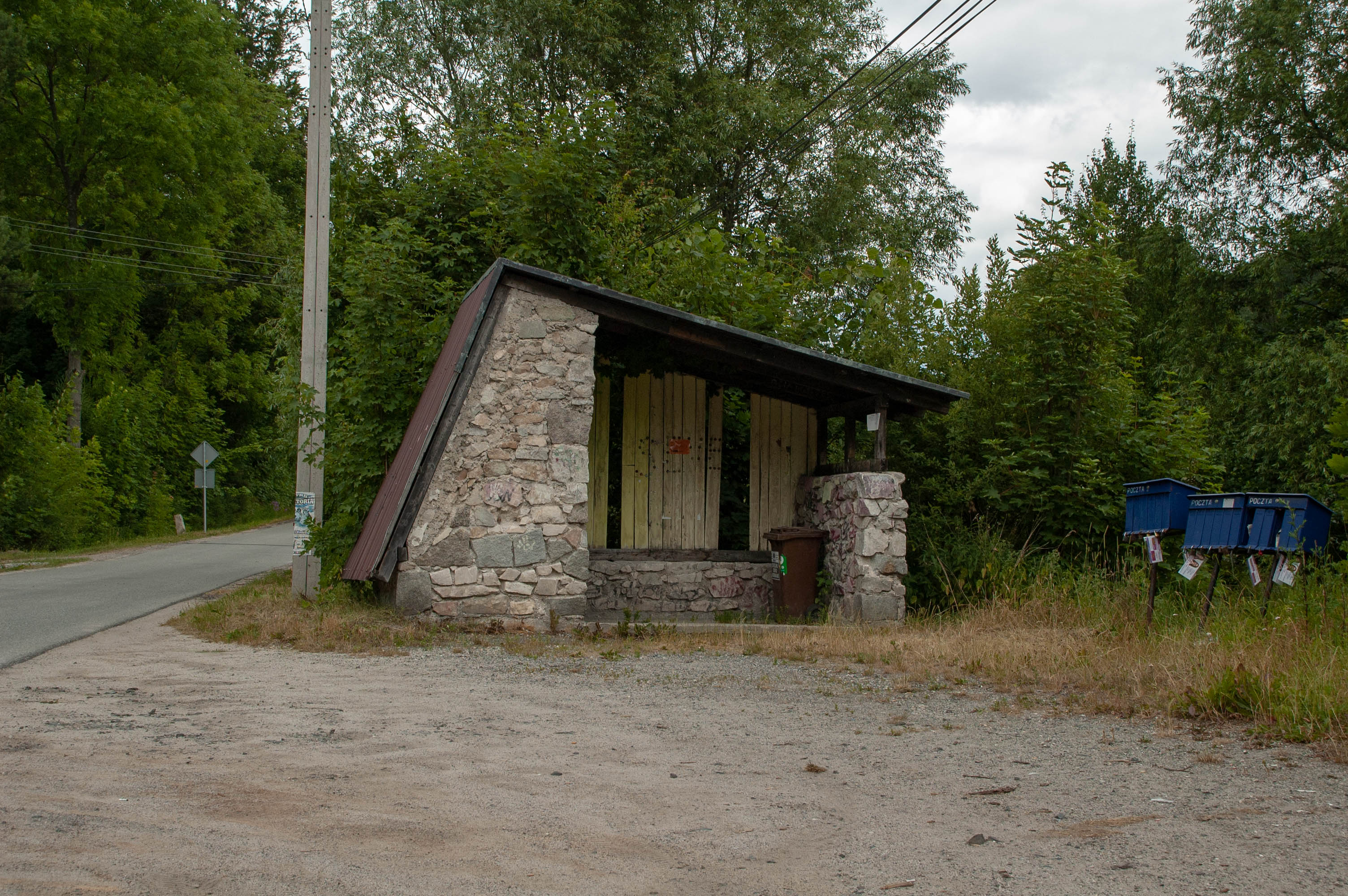
Přístřešek autobusové zastávky
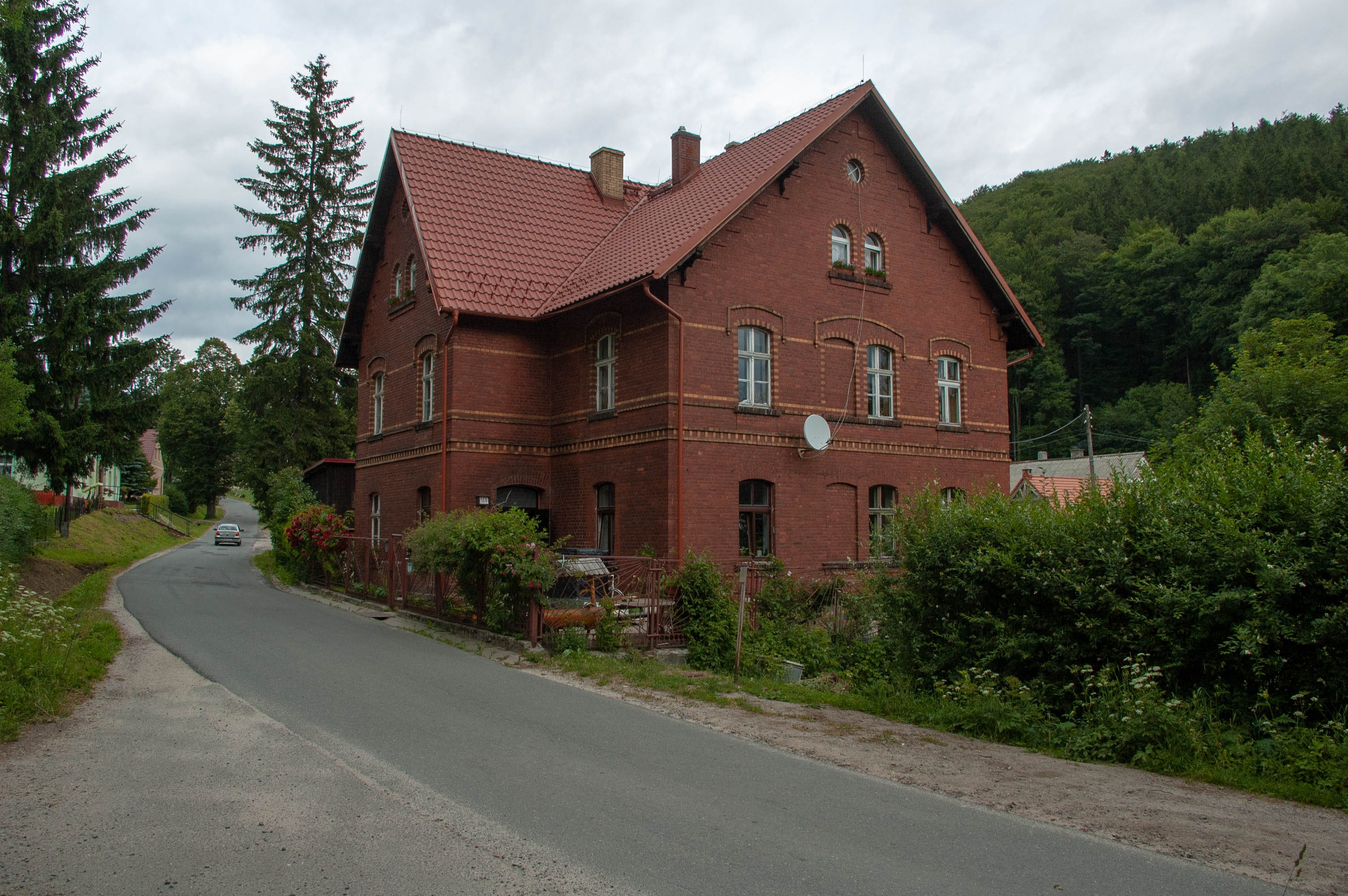
Dům u cesty
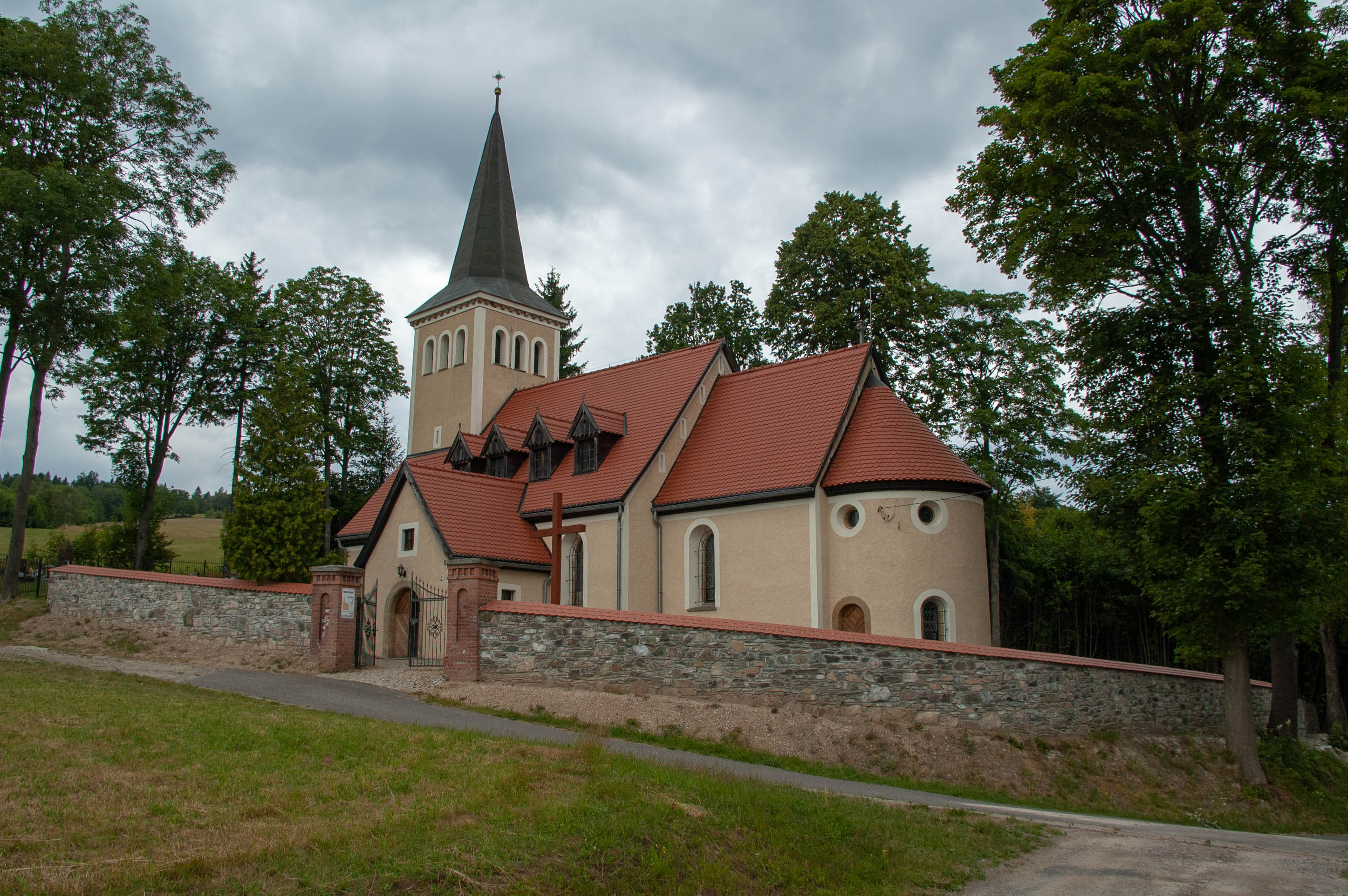
Hřbitovní kostel Narození Panny Marie